# Elara (księżyc)
Elara (Jowisz VII) – księżyc Jowisza, odkryty przez Charlesa D. Perrine’a z Obserwatorium Licka w dniu 2 stycznia 1905 roku.

## Nazwa
Elara nie otrzymała swojego obecnego imienia aż do roku 1975. Nazwa księżyca pochodzi z mitologii greckiej, Elara była kochanką Zeusa i matką giganta Tytiosa.
Wcześniej satelita był określany jako Jowisz VII, w pewnym okresie proponowano dla niego nazwę Hera.

## Charakterystyka fizyczna
Średnicę Elary ocenia się na około 78 km. Średnia gęstość tego ciała to ok. 2,6 g/cm3, składa się ono głównie z krzemianów. Powierzchnia księżyca jest bardzo ciemna – jego albedo wynosi zaledwie 0,04. Z Ziemi można go zaobserwować jako obiekt o jasności wizualnej co najwyżej 16,6 magnitudo.
Satelita należy do grupy Himalii.